# Wiktor Pielewin
Wiktor Olegowicz Pielewin, ros. Виктор Олегович Пелевин (ur. 22 listopada 1962 w Moskwie) – współczesny prozaik rosyjski, autor satyryczno-groteskowych utworów postmodernistycznych.

## Życiorys
Absolwent Moskiewskiego Instytutu Energetycznego (specjalność: elektromechanik), ukończył także kurs twórczego pisania w Instytucie Literatury. Zadebiutował opowiadaniami Kołdun Ignat i ludi (Czarownik Ignat i ludzie) w 1989, a przez następne lata pisywał krótkie formy i publikował na łamach różnych czasopism. W 1991 zebrane opowiadania Pielewina ukazały się drukiem w książce Niebieska latarnia, za którą otrzymał Rosyjską Nagrodę Bookera.
Książki Pielewina są tłumaczone na wiele języków świata, m.in. również na japoński i chiński. Sztuki teatralne oparte na jego opowiadaniach są z powodzeniem grywane w Moskwie, Londynie, Paryżu. French Magazine zamieścił Pielewina w spisie 1000 najbardziej znaczących współczesnych twórców światowej kultury.
Jego powieści charakteryzuje mieszanka science-fiction, kultury popularnej i mistycyzmu, która służy za materię postmodernistycznym wywodom. W swej twórczości Pielewin czyni częste aluzje i bezpośrednie odniesienia do wielkich literatury światowej czy realiów postsowieckiej Rosji. Autor niechętnie godzi się na wywiady, z chęcią natomiast upowszechnia swoje dzieła w Internecie.

## Wybrana twórczość

### Powieści
- 1992 – Omon Ra (ros. Омон Ра)
- 1993 – Życie owadów (ros. Жизнь насекомых) – wyd. pol. 2004
- 1996 – Mały palec Buddy, inaczej Czapajew i Próżnia (ros. Чапаев и Пустота) – wyd. pol. 2003
- 1999 – Generation „P” (ros. Generation „Π”) – wyd. pol. 2002
- 2003 – Liczby (ros. Числа)
- 2004 – Święta księga wilkołaka (ros. Священная книга оборотня) – wyd. pol. 2006
- 2005 – Hełm grozy (ros. Шлем ужаса) – wyd. pol. 2006
- 2006 – Empire V (ros. Empire V) – wyd pol. 2008
- 2009 – T (ros. t) – wyd. pol. 2012
- 2011 – S.N.U.F.F. (ros. S.N.U.F.F.) – wyd. pol. 2018
- 2013 – Batman Apollo (ros. Бэтман Аполло) wyd. pol. 2014

### Nowele
- 1990 – Samotnik i Sześciopalcy (ros. Затворник и Шестипалый)
- 1991 – Książę Państwowego Komitetu ds. Planowania (ros. Принц Госплана)
- 1993 – Żółta Strzała (ros. Жёлтая стрела)
- 2003 – Macedońska krytyka francuskiej myśli (ros. Македонская критика французской мысли)
- 2010 – Operacja „Burning Bush” (ros. Операция „Burning Bush“), Zenitowe kodeksy Al-Efesbiego (ros. Зенитные кодексы Аль-Эфесби)

### Opowiadania
- 1989 – Czarownik Ignat i ludzie (ros. Колдун Игнат и люди)
- 1990:
  - Broń odwetowa (ros. Оружие возмездия)
  - Rekonstruktor (O badaniach P. Stieciuka) (ros. Реконструктор (Об исследованиях П. Стецюка))
- 1991:
  - Wieści z Nepalu (ros. Вести из Непала)
  - Wbudowany przypominacz (ros. Встроенный напоминатель)
  - Dziewiąty sen Wiery Pawłowny (ros. Девятый сон Веры Павловны)
  - Dzień buldożerysty (ros. День бульдозериста)
  - Życie i przygody szopy Numer XII (ros. Жизнь и приключения сарая Номер XII)
  - Mardongi (ros. Мардонги)
  - Gra środkowa (ros. Миттельшпиль)
  - Muzyka ze słupa (ros. Музыка со столба)
  - Ontologia dzieciństwa (ros. Онтология детства)
  - Objawienie Kriegiera (ros. Откровение Крегера)
  - Problem werwilka w strefie umiarkowanej (ros. Проблема верволка в средней полосе)
  - ZSRR Taishou Zhuan (ros. СССР Тайшоу Чжуань)
  - Niebieska latarnia (ros. Синий фонарь)
  - Śpij (ros. Спи)
  - Wychrub (ros. Ухряб)
  - Kryształowy świat (ros. Хрустальный мир)
- 1992 – Nika (ros. Ника)
- 1993:
  - Bęben Dolnego świata (ros. Бубен Нижнего мира)
  - Bęben Górnego świata (ros. Бубен Верхнего мира)
  - Zygmunt w kawiarni (ros. Зигмунд в кафе)
  - O pochodzeniu gatunków (ros. Происхождение видов)
- 1994:
  - Iwan Kubłachanow (ros. Иван Кублаханов)
  - Tarzanka (ros. Тарзанка)
- 1995 – Papachy na wieżach (ros. Папахи на башнях)
- 1996:
  - Wieża ciśnień (ros. Водонапорная башня)
  - Świąteczny cyberpunk, albo Noc Bożonarodzeniowa-117.DIR (ros. Святочный киберпанк, или Рождественская Ночь-117.DIR)
- 1997:
  - Grecka opcja (ros. Греческий вариант)
  - Krótka historia paintballu w Moskwie (ros. Краткая история пэйнтбола в Москве)
- 1999 – Dolna tundra (ros. Нижняя тундра)
- 2001 – Time Out (ros. Time Out)
- 2003:
  - Akiko (ros. Акико)
  - Gość na święcie Bon (ros. Гость на празднике Бон)
  - Notatka o poszukiwaniu wiatru (ros. Запись о поиске ветра)
  - Jeden wog (ros. Один вог)
  - Fokus-grupa (ros. Фокус-группа)
- 2004 – Światło horyzontu (ros. Свет горизонта)
- 2005 – Who by fire (ros. Who by fire)
- 2006 – Sny o Bohaterze (ros. Сны о Герое)
- 2008:
  - Assasin (ros. Ассасин)
  - Sala śpiewających kariatid (ros. Зал поющих кариатид)
  - Karmienie krokodyla Chufu (ros. Кормление крокодила Хуфу)
  - Niekromient (ros. Некромент)
  - Przestrzeń Friedmana (ros. Пространство Фридмана)
- 2010:
  - Tchagi (ros. Тхаги)
  - Obserwator cienia (ros. Созерцатель тени)
  - Hotel dobrych wcieleń (ros. Отель хороших воплощений)